# Massafra
Massafra város (közigazgatásilag comune) Olaszország Puglia régiójában, Taranto megyében.

## Fekvése
A város a Tara folyó völgyében fekszik, Taranto szomszédságában.

## Történelme
A várost a 6. században alapították a szaracén támadások elől menekülő tarantói lakosok. A régészek számos neolitikumi és későbbi messzáp (i. e. 5 század) leletet is találtak a kisváros területén. 1080-ban a normannok elfoglalták és hűbérbirtokká nyilvánították. 1497-ben kifosztotta a VIII. Károly vezetésével Nápoly ellen induló francia hadsereg. 

## Népessége
A népesség számának alakulása:

## Látnivalók
- Gravina di San Marco – meredek szurdokvölgy számos barlanggal, melyek a középkor során lakóházként szolgáltak
- az 1853-ban épült Duomo (katedrális)
- a 15. századi Castello (vár)